# Harvey Miezen für immer!
Harvey Miezen für immer! (Originaltitel: Harvey Girls Forever!) ist eine kanadisch-amerikanische Zeichentrickserie auf Basis von Harvey-Comics-Figuren, die von Justin Roiland und Emily Brundige entwickelt und von DreamWorks produziert wurde. Sie wurde am 29. Juni 2018 auf Netflix in den USA zum ersten Mal ausgestrahlt.

## Inhalt
Die energiegeladene Audrey, der intelligente Dot und die gutherzige Lotta sind BFFs (kurz für Best Friends Forever) und die Hüter der Straße. Sie versuchen, die Harvey Street großartig zu halten und beginnen ihre verrückten Nachmittagsabenteuer.

## Synchronisation
Für die deutschsprachige Synchronisation ist die Synchronfirma Iyuno Germany verantwortlich. Das Dialogbuch schrieb Daniel Daehne, die Dialogregie führten Dominik Auer und Paul Sedlmeir.
| Rolle                      | Originalsprecher  | Deutsche Synchronisation |
| -------------------------- | ----------------- | ------------------------ |
| Audrey                     | Stephanie Lemelin | Julia Haacke             |
| Dot                        | Kelly McCreary    | Debora Weigert           |
| Lotta                      | Lauren Lapkus     | Marieke Oeffinger        |
| Lucretia                   | Grey DeLisle      | Laura Elßel              |
| Frufru                     | Kaitlin Olson     | Ilena Gwisdalla          |
| Der Harvey-Street-Schleife | Kari Wahlgren     | Anna Ewelina             |
| Melvin                     | Atticus Shaffer   | Benedikt Weber           |
| Fredo                      | Utkarsh Ambudkar  | Tim Schwarzmaier         |
| Pinko                      | Justin Roiland    | Jörg Stuttmann           |
| Weiser Bobby               | Roger Craig Smith | Stefan Günther           |
| Mini                       | Danny Pudi        | Claus-Peter Damitz       |
| Gerald                     | Jamaal Hepburn    | Dirk Meyer               |
| Chevron                    | Anna Camp         | Gabrielle Pietermann     |
| Richie Rich                | Jack Quaid        | Jan Sebastian Makino     |

## Produktion und Veröffentlichung
Die Produktion der Show begann am 9. Oktober 2016. Alle Episoden der ersten Staffel wurden am 29. Juni 2018 auf Netflix in mehreren Sprachen synchronisiert (darunter auch Deutsch) veröffentlicht. Die zweite Staffel kam am 10. Mai 2019 raus und erhielt den neuen Titel Harvey Girls Forever!. Die dritte Staffel erschien am 12. November und die vierte Staffel wurde am 10. Januar 2020 veröffentlicht.